# Stipa variabilis
Stipa variabilis är en gräsart som beskrevs av Dorothy Kate Hughes. Stipa variabilis ingår i släktet fjädergrässläktet, och familjen gräs. Inga underarter finns listade i Catalogue of Life.